# Naryškin
I Naryškin furono una famiglia principesca della Russia Moscovita legata al principato nel momento in cui  Natalia Naryškina sposò lo Zar Alessio I di Russia, divenendo successivamente madre di Pietro il Grande e di conseguenza Zarina di Russia. Sotto il regno della Zarina Sofia Alekseyevna,la famiglia dei principi Naryškin fu perseguitata per motivi dinastici. Dopo la morte dello zar Fëdor III di Russia, deceduto nel 1682, Ivan, avrebbe dovuto succedere al fratello ma, a causa della sua infermità fisica, i boiardi, ovvero la classe aristocratica più influente al tempo, decise di delegare al popolo la decisione di scegliere un nuovo sovrano. Il popolo scelse Pietro. Ma la Zarevna Sofia, figlia del primo eletto Alessio I, non fu d'accordo ed istigò gli strelizzi alla rivolta. Il 15 maggio del 1682 i cavalieri Aleksandr Miloslavskij e Petr Tolstoj, su ordine di Sofia, si recarono nel quartiere degli strelizzi informandoli che i Naryškin avevano assassinato lo zarevič Ivan e che volevano fare altrettanto con il resto della famiglia reale.